# Hannibal (Netzwerk)
„Hannibal“ war der Online-Benutzername des Bundeswehr-Unteroffiziers André S., der seit etwa Herbst 2015 als Administrator ein Netzwerk von Prepper-Gruppen bildete und koordinierte. Das „Hannibal“-Netzwerk wurde durch die Terrorermittlungen gegen Franco A. und andere Bundeswehrsoldaten ab 2017 bekannt. Das Bundesamt für Verfassungsschutz (BfV) hatte jedoch nach eigenen Angaben schon Ende 2016 Kenntnis von Teilen des Netzwerkes.
Die zugehörigen Chats waren in Regionen (Nord, Ost, Süd, West) eingeteilt und bestanden aus Gruppen in Deutschland, Österreich und der Schweiz. Die Teilnehmer bereiteten sich auf einen Zusammenbruch der Staatsordnung an einem „Tag X“ vor. Dazu gehören die als rechtsextrem eingeschätzte Gruppe Nordkreuz und deren Ableger, Mitglieder des Vereins Uniter, Reservisten, Beamte der Kriminalpolizei, Angehörige von Spezialeinsatzkommandos (SEKs), Richter, Mitarbeiter des Verfassungsschutzes und anderer deutscher Sicherheitsbehörden. André S. gehörte zum Kommando Spezialkräfte (KSK) in Calw und gründete den Verein Uniter mit.
Beobachter deuten das Netzwerk, die Waffenlager, Schießübungen und Feindeslisten der Prepper als Versuch, eine „Schattenarmee“ (Untergrundarmee) aufzubauen, einen bewaffneten Umsturz und Massentötungen politischer Gegner vorzubereiten.
Im Frühjahr 2022 veröffentlichte das Bundesministerium des Innern und für Heimat seinen zweiten Lagebericht zu Rechtsextremisten in den Sicherheitsbehörden. Dieser behandelte das Hannibalnetz als Beispiel für das „besondere Bedrohungspotential“, das gerade von ausgebildeten Spezialkräften mit Insiderwissen in Bundeswehr und Polizei ausgeht.

## Ermittlungsverlauf

### Franco A.
Die Tageszeitung (taz) machte das Netzwerk am 16. November 2018 mit einem ausführlichen Bericht bekannt, für den drei Journalisten seit September 2017 bundesweit recherchiert hatten. Ausgangspunkt war die Festnahme des rechtsextremen Bundeswehroffiziers Franco A. am 26. April 2017, der sich als syrischer Flüchtling ausgegeben und eine illegale Waffe besorgt hatte. So wurden seine mutmaßlichen Terrorpläne entdeckt und die Ermittlungen gegen Bundeswehrsoldaten ausgeweitet. Ob die bei Franco A. gefundene Liste von Zielpersonen auf eine Tötungsabsicht schließen lässt und Komplizen davon wussten, war 2018 zwischen dem Generalbundesanwalt und dem Oberlandesgericht Frankfurt am Main umstritten. Im November 2019 entschied der Bundesgerichtshof, dass die Anklage wegen Terrorverdachts zuzulassen sei, und überwies den Fall zurück an das OLG Frankfurt/Main.

### Maximilian T.
Infolge der Verdachtsmomente gegen Franco A. ermittelte der Generalbundesanwalt auch gegen den Bundeswehroberleutnant Maximilian T. (* 1990 in Seligenstadt). Wie Franco A. gehörte T. seit 2016 zum Jägerbataillon 291 in Illkirch (Frankreich). Seit 2010 hatte es dort öfter rechte Vorfälle gegeben, etwa ein Hakenkreuz auf dem Kasernenboden und Hitlergrüße. Ein Zeuge hatte einem Bundeswehrgeneral von einem „rechtsradikalen Netzwerk“ in Illkirch, Hammelburg und Donaueschingen und von Untätigkeit der Standortleiter dazu berichtet. Franco A. und Maximilian T. waren ihren Vorgesetzten wegen rechter Vorfälle bekannt. In ihrer Chatgruppe wurde ein Hakenkreuz verschickt, in ihrer Kaserne ein Gemeinschaftsraum mit Wehrmachts-Devotionalien ausgestattet. Im Zuge ihrer familiären Kontakte wurde T.s Schwester A.s Freundin. Im Juni 2014 nahm T. an einer Schießübung im bayerischen Grafenwöhr teil, bei der eine Pistole Walther P38 verschwand. Ein Oberleutnant aus Augustdorf, der T. kannte, erzählte einem Kameraden damals von einer Gruppe in Illkirch, die Waffen und Munition für einen Bürgerkrieg zu sammeln versuche.
Seitdem beobachtete der Militärische Abschirmdienst (MAD) T. und erfuhr, dass er sich 2015 über die deutsche Asylpolitik beschwert und Mitstreiter für eine Organisation dagegen gesucht habe. Auf Fragen des MAD bestätigte er nur das Treffen, nicht die Gesprächsinhalte. Das Verteidigungsministerium stellte die Überprüfung des Vorfalls 2016 ergebnislos ein. Bis dahin hatten A. und T. ein Vorratsdepot angelegt und waren Mitglieder des von „Hannibal“ gegründeten Preppernetzwerks geworden. Beim Einrichten des Netzwerks half ein Bundeswehrsoldat aus T.s Offizierslehrgang. Dieser gehörte zur Prepperchatgruppe Ost, nach eigener Aussage unfreiwillig und kurz. In den Chats ging es unter anderem um Truppenbewegungen, die Zahl nach Deutschland Geflüchteter und um Bürgerkriegsszenarien.
Im Januar 2017 besuchten Franco A., T. und seine Schwester in Wien einen Reservisten, den sie aus Illkirch kannten. Dort fand A. nach späteren Eigenangaben, die T. bestätigte, zufällig eine geladene Wehrmachtspistole, nahm diese an sich und vergaß sie wieder. Erst am folgenden Tag sei ihm am Flughafen Wien-Schwechat die Waffe wieder eingefallen und er habe sie daraufhin auf einer Flughafentoilette versteckt und seinen Kameraden über die Chatgruppe eine Fotografie des Verstecks geschickt. Im Februar 2017 kehrte A. mit einem einfachen Flugticket zurück und wurde bei dem Versuch, die Waffe an sich zu nehmen, festgenommen. Bei ihm wurde unter anderem ein Dokument mit dem Titel „Mujahideen Explosives Handbook“ gefunden. Nach Vernehmungen wurde A. wieder freigelassen. Im April 2017 wurde er schließlich bei einem Lehrgang zum Einzelkämpfer verhaftet.  Im Mai 2017 wurde auch T. festgenommen: Er soll A. bei der Bundeswehr unter einem Vorwand entschuldigt haben, als dieser als angeblicher Flüchtling einen Termin wahrnehmen musste, und besaß eine Liste mit Namen bekannter Politiker. Vermutet wurde, dass beide die Liste für Anschläge auf potenzielle Opfer angelegt hatten. Die Ermittlungen wurden jedoch bald eingestellt. T. hatte zuvor alle Kontaktdaten von seinem Smartphone gelöscht. Zu der von ihm verwahrten Munition und Übungsgranaten können nach Angaben des Verteidigungsministeriums „drei Offiziere“ Zugang gehabt haben.
Spätestens seit Anfang 2017 war T. wie sein Vater Mitglied in der AfD Sachsen-Anhalt, die enge Kontakte zu Björn Höcke, Markus Frohnmaier, dem Institut für Staatspolitik und zur Identitären Bewegung pflegt. T. leitet aktuell den AfD-Landesfachausschuss „Außen- und Sicherheitspolitik“. Sein Vater versucht derzeit im Anschluss an Neonazis der 1990er Jahre im russischen Gebiet um Kaliningrad, dem früheren Ostpreußen, eine deutsche Siedlung aufzubauen. Er ist seit etwa 2005 Mitglied der Reichsbürgerbewegung. Laut einem aufgezeichneten Gespräch mit Jürgen Elsässer (Mai 2017) war er früher Mitglied der Partei Die Republikaner und der NPD und sympathisierte mit der Wehrsportgruppe Hoffmann. Er wolle die weiße Rasse retten; das gehe heute nur noch, „wenn du Milliarden biologisch und den ganzen Nahen Osten atomar vernichtest.“ Eine Distanzierung des Sohnes von der Haltung seines Vaters ist nicht bekannt.
T. soll die Feindesliste von Franco A. verfasst haben. Die Liste enthielt Namen von Bundespolitikern und anderen prominenten Personen, die Ziel von Attentatsplänen sein könnten.
Während der Ermittlungen stellte der AfD-Bundestagsabgeordnete Jan Nolte Maximilian T. als Mitarbeiter ein. Nachdem die Ermittlungen eingestellt worden waren, erhielt T. einen Hausausweis des Bundestages, den das Bundestagspräsidium ihm zuvor aus Sicherheitsgründen verweigert hatte. Ende November 2018 erfuhr der Verteidigungsausschuss des Deutschen Bundestages, dem Nolte angehört, von dem Vorgang. Bei dieser Sitzung befasste sich der Ausschuss erstmals mit Berichten über rechtsextreme Netzwerke in der Bundeswehr, erhielt aber von der Bundesregierung keine Auskünfte dazu. Dass ein Ausschussmitglied Mitglieder des Hannibalnetzwerks beschäftigt, über das der Ausschuss aufklären soll, sorgte dort für Unbehagen.
Obwohl ihnen seine rechtsextremen Bezüge bekannt waren, erlaubten die Bundeswehr und der MAD T.s Nebentätigkeit im Bundestag. Mit dem Hausausweis gelangt er ohne Sicherheitskontrollen hinein, so dass er an interne Informationen des Verteidigungsausschusses über sich und andere Personen seines Umfelds gelangen kann. Ferner hat er Zugang zum Jakob-Kaiser-Haus, wo Parlamentarier wie Claudia Roth ihre Büros haben, die auf Franco A.s Feindesliste standen. T. arbeitet aktuell auf dem Truppenübungsplatz Altmark im Norden Sachsen-Anhalts im „Gefechtsübungszentrum Heer“, wo Soldaten Methoden moderner Kriegsführung üben. Das BfV stuft ihn seit Januar 2019 als Rechtsextremisten ein, bei dem tatsächliche Anhaltspunkte für Bestrebungen gegen die Freiheitliche demokratische Grundordnung vorliegen. Der Vorsitzende des Parlamentarischen Kontrollgremiums der Geheimdienste Armin Schuster (CDU) forderte im Oktober 2019, Maximilian T. den Zugang zum Bundestag zu entziehen.

### Mathias F.
Der Stuttgarter Student Mathias F., ein Jugendfreund von Franco A., hatte mit diesem regelmäßig Nachrichten mit rassistischen Inhalten ausgetauscht. Die Ermittler der Bundesanwaltschaft fanden in seinen Chatprotokollen antisemitische Verschwörungstheorien von einer angeblichen jüdischen Unterwanderung. Er hatte behauptet, Terroristen würden gezielt nach Deutschland geschickt, und Furcht geäußert, die Deutschen würden verschwinden, nachdem Adolf Hitler „so hart für unsere Ethnie gekämpft“ habe. Ferner fand man bei ihm Munitionskisten, Behälter mit Patronengürteln, Übungshandgranaten und Waffenteilen aus Bundeswehrbeständen. Er räumte ein, dass er diese auf Bitte von Franco A. im April 2017 in sein Studentenwohnheim gebracht und in seinem Zimmer verstaut hatte. Er wurde wegen Verstößen gegen das Waffengesetz und das Kriegswaffenkontrollgesetz angeklagt. Im Prozess vor dem Landgericht Gießen ab 13. September 2019, dem ersten Verfahren zum Hannibal-Komplex, berichtete er: Franco A. habe ihm mehrmals Schusswaffen gezeigt, ihm von seiner Scheinidentität als syrischer Geflüchteter erzählt und ihm nach seiner ersten Festnahme (Februar 2017) zwei Bücher übergeben, darunter Hitlers Propagandaschrift „Mein Kampf“. Auf Fragen des Richters nach seinen Verschwörungstheorien erklärte er, er provoziere in Chats bewusst, um Reaktionen anderer zu sehen. Seit seiner Verhaftung habe er zu Franco A. keinen Kontakt mehr gehabt. Dieser erschien als Zuhörer im Prozess, verließ diesen jedoch, als der Verteidiger von Mathias F. auf ihn aufmerksam machte.
Im September 2019 verurteilte das Landgericht Gießen Mathias F. wegen Verstößen gegen das Waffengesetz, das Sprengstoffgesetz und das Gesetz über die Kontrolle von Kriegswaffen zu einem Jahr Haft auf Bewährung und einer Geldstrafe von 2500 Euro. Franco A. und zwei weitere Offiziere hatten zu den von Mathias F. verwahrten gestohlenen Kisten Zugang gehabt.

### Horst S.
Bei den Ermittlungen zu Franco A. stieß das Bundeskriminalamt (BKA) auch auf Horst S., einen früheren Luftwaffenoffizier. Er war zuvor schon dem Verfassungsschutz und dem MAD aufgefallen, weil er Literatur bei einem rechtsextremen Verlag bestellt hatte. Seine Reservekompanie hatte ihm daraufhin verboten, Uniform zu tragen und am Einsatz zum G20-Gipfel in Hamburg 2017 teilzunehmen. Bei Befragungen gab er an, er kenne Franco A. nicht persönlich und sei allenfalls mal mit ihm in einer Chatgruppe gewesen. Jedoch kenne er einige Personen, die sich auf den Zusammenbruch der staatlichen Ordnung am „Tag X“ vorbereiteten. Solche Gruppen gebe es überall in Deutschland, manche auch in Österreich und der Schweiz. Dazu gehörten Beamte, Polizisten, Soldaten, Ärzte, Handwerker und Anwälte. Sie hielten oft über verschlüsselte Chatdienste wie Telegram oder WhatsApp Kontakt und träfen sich manchmal auch privat.
Am 13. Juli 2017 sagte Horst S. gegenüber Staatsschutzbeamten aus, es gebe Pläne für eine Schattenarmee in der Bundeswehr. Eine Gruppe seiner Kameraden, überwiegend für Terrorbekämpfung und Geiselbefreiungen ausgebildete Elitesoldaten etwa des KSK, bereite sich generalstabsmäßig auf den „Tag X“ vor: eine extreme Staatskrise und den Zusammenbruch der öffentlichen Ordnung. Mögliche Auslöser seien Überfälle von Flüchtlingen auf Kinder und Frauen, Vergewaltigungen, Terroranschläge, Slums in deutschen Städten und eine überforderte Polizei. Sie hätten in ihrem „Hass auf Linke“ und Flüchtlinge einen „Ordner mit Adressen und Lichtbildern“ von Zielpersonen angelegt, die „weg“ müssten. Diese Liste und ein gefüllter Waffenschrank seien in einem Schuppen versteckt.
Laut dem Vernehmungsprotokoll beurteilte Horst S. diese Gruppe „Nord“ als „Zusammenschluss besorgter Bürger“. Zwei ihrer Mitglieder hätten eine „radikalere Richtung“ vertreten und gemeint, man müsse im Fall eines Staatszusammenbruchs gegen bestimmte Personen vorgehen, „die von der Flüchtlingspolitik profitieren“. Er vermute, dass ein Mitglied die Informationen über diese Personen allein zusammengetragen habe, und wisse nichts über weitere Beteiligte. Bei einem Treffen von vier Mitgliedern der Gruppe, an dem er teilnahm, habe der Besitzer des Waffenverstecks geäußert, dass im Krisenfall „die Personen gesammelt und zu einem Ort verbracht werden sollen, an dem sie dann getötet werden sollen“. Das seien aber nur „Gedanken“ gewesen, nicht „konkrete Vorstellungen“.
Von den Ermittlern des BKA ausgewertete Chatprotokolle der Gruppe, bei Razzien gefundene Waffen- und Munitionsdepots sowie Feindeslisten bestätigten später die vermuteten Absichten. Demnach plante ein Kreis aktiver und ehemaliger Elitekämpfer Gewalttaten, besorgte sich dazu Waffen, sammelte Daten über Politiker und „linke Aktivisten“ und trainierte gemeinsam für jenen „Tag X“. Das Bundesverteidigungsministerium informierte den Bundestag und dessen Fachgremien wegen der laufenden Ermittlungen jedoch nicht darüber.

### Nordkreuz-Razzien
Am 28. August 2017 ließ der Generalbundesanwalt die Wohnhäuser von sechs Preppern in Mecklenburg-Vorpommern durchsuchen. Zwei davon, der Rechtsanwalt Jan Hendrik H. und der Kriminaloberkommissar Haik J., werden „schwerer staatsgefährdender Gewalttaten“ beschuldigt: Sie sollen geplant haben, am „Tag X“ Politiker und linke Aktivisten festzusetzen und zu töten. Sie gehörten zu einer Gruppe von rund 30 Personen, die sich auf Katastrophen und eine „Invasion“ von Flüchtlingen vorbereiteten und dazu auch Treibstoff, Waffen und Munition horteten. Die Mitglieder, darunter mehrere Bundeswehrreservisten und SEK-Beamte, tauschten sich in Chatgruppen mit Namen wie „Nordkreuz“, „Nord.Com“ oder „Nord“ über ihre Pläne aus und trafen sich zu Schießübungen. Vier davon sprachen Anfang 2017 über Internierungen und Erschießungen politischer Gegner am „Tag X“ und sollen auch von einer „Endlösung“ gesprochen haben. Horst S. ermöglichte den Mitgliedern Schießtraining und hielt Kontakt zu Franco A.s Umfeld.
Im Dezember 2021 stellte der Generalbundesanwalt die Terrorermittlungen gegen die beiden angeklagten Nordkreuzmitglieder ein. Im Frühjahr 2022 wurden der Betreiber eines Schießplatzes und der Mitarbeiter einer Waffenbehörde angeklagt, mit deren Hilfe sich die Nordkreuzgruppe illegal Munition beschafft hatte. Sie werden wegen Verstößen gegen das Kriegswaffenkontrollgesetz und versuchter Strafvereitelung beschuldigt. Das zuständige Landgericht Schwerin hat noch nicht über einen Strafprozess dazu entschieden.

### Peter W.
Der frühere KSK-Kämpfer Peter W. war Oberstleutnant des Militärischen Abschirmdienstes (MAD) und dessen Ansprechpartner für den Generalbundesanwalt und das BKA. Am 13. September 2017 befragte er den als „Auskunftsperson“ geführten KSK-Unteroffizier André S. in Sindelfingen über rechtsextreme Tendenzen in seiner Kompanie.
Am 15. September 2017 durchsuchten BKA-Beamte Kasernen des KSK in Calw, fanden aber nichts. Daraufhin vermuteten die Ermittler, Peter W. habe seinen Kontaktmann über diese bevorstehenden Razzien informiert und dieser habe dann seine ehemaligen Kameraden gewarnt. Am 2. Oktober 2017 befragte der Wehrdisziplinaranwalt Peter W. dazu und warf ihm Geheimnisverrat vor. Die Staatsanwaltschaft Köln erhob Anklage gegen ihn wegen Verletzung des Dienstgeheimnisses. 2018 begann am Amtsgericht Köln der Prozess gegen ihn. Er wurde jedoch im März 2019 freigesprochen.

### André S. („Hannibal“)
Über die Kontakte von Franco A. und Handyauswertungen entdeckten BKA-Ermittler einige der von Horst S. bezeugten Chatgruppen. Sie tauschten unter anderem ausländerfeindliche und rechtsextreme Inhalte aus und erwähnten immer wieder den Nutzer „Hannibal“. Er hatte sich wohl nach der Führungsfigur aus der US-Fernsehserie „Das A-Team“ aus den 1980er Jahren diesen Decknamen gegeben. Er war Administrator mehrerer Chatgruppen, auch der von Franco A., und wurde 2017 als aktiver KSK-Soldat identifiziert. Bei Verhören stritt er persönliche Kontakte zu Franco A. und eine rechtsextreme Haltung ab. BKA und MAD stuften ihn nur als Zeugen ein.
André S. wurde 1985 in Halle (Saale) geboren, war als Hauptfeldwebel acht Jahre lang KSK-Mitglied, zuletzt als Ausbilder in der Graf-Zeppelin-Kaserne in Calw stationiert und dort für die militärische Sicherheit verantwortlich. Wegen disziplinarischer Streitereien verließ er später das KSK und wurde hauptberuflicher Leiter des Vereins Uniter. Er traf sich seit längerem regelmäßig mit MAD-Mitarbeitern und sollte ihnen über rechtsextreme Tendenzen in seiner Kompanie Auskunft geben. Nach BKA-Angaben stellte er 2017 „den einzigen glaubwürdigen Auskunftsgeber zu internen Prozessen des KSK“, der über alle Abläufe und Absprachen Bescheid wusste. Er wusste schon von den Razzien am 28. August 2017 in Norddeutschland, erfuhr am 13. September wahrscheinlich auch den Grund dafür und vom Vorwurf des Generalbundesanwalts gegen Franco A. und Nordkreuz-Prepper, dass sie linksgerichtete politische Gegner zu töten planten.
Als Andre S. von der Anklage gegen Franco A. erfuhr, gab er sofort Anweisung, alle von ihm administrierten Chats zu löschen, angeblich, um die Richter, Beamten und Soldaten in den Chatgruppen davor zu schützen, mit Franco A. in Verbindung gebracht zu werden. Sein Chatnetzwerk war nach Regionen in Nord, Süd, West, Ost gegliedert. Er hatte diese Gruppen mit vertraulichen Informationen und Lagebildern aus der Bundeswehr versorgt, um ihnen den Eindruck eines Wissensvorsprungs zu geben. Er kannte Franco A. von Treffen der Chatgruppe Süd, zu der beide gehörten, und von gemeinsamen KSK-Lehrgängen.
Der Generalbundesanwalt nahm Ermittlungen wegen der „Vorbereitung einer schweren staatsgefährdenden Gewalttat“ gegen André S. auf. 2017 fanden die BKA-Ermittler in seinem Wohnhaus und Elternhaus zwei Handvoll Patronen, Nebel- und Signalgranaten sowie eine Kiste mit Zündern für Handgranaten. Wegen Verstößen gegen das Waffengesetz und das Sprengstoffgesetz verhängte das Amtsgericht Böblingen im September 2019 eine Geldstrafe von 120 Tagessätzen gegen ihn. Dagegen legte er Einspruch ein. Bei einer folgenden Verurteilung zu mindestens 60 Tagessätzen verlöre er seinen Waffenschein und seine Waffenbesitzkarte und dürfte kein Sicherheitsgewerbe anmelden. Er wurde aus dem KSK versetzt, aber nicht aus der Bundeswehr entlassen. Die taz begrüßte das Strafverfahren als Warnung an Soldaten vor Munitionsdiebstahl, kritisierte aber, dass nur gegen Einzeltäter und nicht zum Hannibalnetzwerk insgesamt ermittelt werde. Weil die Gruppe Nordkreuz mit den Chatgruppen von André S. verbunden war, seien beide Fälle nicht trennbar.
Im September 2019 gab André S. an, sein Bundeswehrdienst als Soldat auf Zeit laufe zum Monatsende aus. Er entging damit einem Disziplinarverfahren. Das Oberlandesgericht Frankfurt hatte keinen hinreichenden Terrorverdacht gegen ihn gefunden, doch die Bundesanwaltschaft warf ihm weiterhin die Planung von rechtsextrem motivierten Anschlägen vor und prüfte einen Prozess deswegen.
Am 20. Januar 2022 verurteilte das Landgericht Mosbach André S. wegen des „fahrlässigen unerlaubten Führens von Schusswaffen“ zu einer Geldstrafe. Das Landgericht Stuttgart verhängte im Sommer 2022 eine weitere Geldstrafe gegen ihn wegen des unerlaubten Besitzes von Nebelgranaten und Übungshandgranatenzündern; das Urteil ist noch nicht rechtskräftig.

### Uniter e. V.
Nach Aussagen von Vereinsmitgliedern bildeten etwa 200 ehemalige und aktive Bundeswehrsoldaten im Verein Uniter ein konspiratives Netzwerk. Dieses soll sich ebenfalls auf die gezielte Tötung politischer Gegner am „Tag X“ vorbereitet und dazu an der deutschen Grenze zu Österreich und der Schweiz geheime Lager für Waffen, Munition, Treibstoff und Lebensmittel angelegt haben, um von anderen Ressourcen unabhängig zu sein. Zudem vereinbarten sie Zufluchtsorte für ihre Familien, mit Sicherheitstechnik ausgestattete Safe Houses.
Im Verein treffen sich Spezialeinheiten der Bundeswehr und der Polizeien. Als Gründer gelten André S. und ein Mitarbeiter beim Landesamt für Verfassungsschutz Baden-Württemberg, der bis zu seinem Rücktritt auch im Vereinsvorstand gesessen haben soll. Der Verein besteht seit 2007 und soll zwischen mehreren hundert und 1.800 Mitglieder haben. Vordergründig kümmert sich der Verein um von Auslandseinsätzen zurückgekehrte Veteranen. Viele „Uniter“ stellen jedoch die staatliche Ordnung, die sie beruflich verteidigen sollen, in Frage und bereiten sich einer rechtsextremen Ideologie folgend auf eine Situation vor, in der der rechtsstaatliche Grundkonsens nicht mehr existieren soll.
Dazu könnten auch Zusatzausbildungen des Vereins dienen. So bot KSK-Hauptfeldwebel André S. alias „Hannibal“ Schießübungen mit mitgebrachten eigenen Waffen aus fliegenden Hubschraubern in Polen und Tschechien an. Im „Trainingscenter Retten und Helfen“ in Mosbach werden an Wochenenden lange Märsche mit schwerem Gepäck, Kraft- und Ausdauerübungen geübt (genannt „Einstellungsfeststellungsverfahren“).
Seit Juni 2020 beobachtet der deutsche Verfassungsschutz Uniter e. V. als rechtsextremen Verdachtsfall. Gegen einige Teilnehmer an paramilitärischen Trainings des Vereins wurden Strafverfahren wegen unerlaubten Waffenbesitzes eingeleitet. Bis Dezember 2022 wurden sie jedoch freigesprochen oder die Verfahren eingestellt. Bei den Urteilen spielte eine mögliche rechtsextreme Haltung der Angeklagten keine Rolle.

### Weitere Netzwerk-Angehörige
Auffallend viele Bundeswehrsoldaten, die zum Hannibalnetzwerk gezählt werden, sind Fallschirmspringer. In Sicherheitskreisen wurde die Ausbildungsstätte Heeresflugplatz Altenstadt genannt, wo in den 1990er Jahren „Führergeburtstage“ gefeiert und das Horst-Wessel-Lied der NSDAP gesungen worden sein soll. Der damalige Kommandeur Fritz Zwicknagl wurde damals abgesetzt und arbeitet heute für die AfD im Bundestag. Ausbilder dort war auch Andreas Kalbitz (damals AfD-Bundesvorstand).
Zum Westkreuz soll ein Arzt aus Essen gehören, dessen Söhne in der Neuen Rechten aktiv sind. Einer davon soll mit einer Tochter von Götz Kubitschek liiert sein.

## Waffenbeschaffung
Chatprotokolle, die dem Magazin Focus vorliegen, zeigen, dass Uniter-Mitglieder sich Schusswaffen für das Training außerhalb des KSK-Dienstes beschaffen. So berichtete ein Uniter in einem Chat stolz vom Erwerb einer Bockbüchse der Marke Brünner 500 samt Munition und einer Pistole Kaliber .22. Eventuell besitzen die KSK-Soldaten auch verbotene Kriegswaffen. Darauf deutet die verpixelte Fotografie eines halbautomatischen AR-15-Sturmgewehrs auf der Homepage von Uniter hin. Ein Uniter namens „Matze“ berichtete seiner Chat-Gruppe, man habe jetzt genügend Waffen und Munition in einem geheimen Depot in der Nähe von Nürnberg, „um sich durchschlagen zu können“.

## Chatgruppen und Chatprotokolle
In den von „Hannibal“ koordinierten Chatgruppen tauschten sich die Mitglieder, darunter viele Polizeibeamte, ehemalige oder aktive Bundeswehrsoldaten, verschlüsselt darüber aus, dass ein Krisenfall in Deutschland eine Chance für einen bewaffneten Umsturz biete, den es vorzubereiten gelte. Dann könne man die Macht übernehmen, linke Politiker und Aktivisten gefangen nehmen oder umbringen.
Nordkreuzmitglied Jan Hendrik H. in Rostock empörte sich laut Chatprotokollen mit André S. stark über ein Denkmal für die Opfer der Terrorgruppe Nationalsozialistischer Untergrund (NSU). Laut Zeugenaussagen soll er einmal im Jahr ein Wettschießen veranstaltet und den Siegerpokal nach dem Namen eines NSU-Opfers benannt haben. Radikalere Chat-Mitglieder zeigten sich laut Ermittlern überzeugt, dass bei einem Vormarsch der russischen Armee im Ernstfall nur ein Guerillakampf wie bei früheren Stay-behind-Organisationen übrig bleibe.
Im Messengerdienst Telegram existierten neben einer Nord-Gruppe die Gruppen Ost, West und Süd – organisiert entlang der geografischen Aufteilung der Wehrbereichsverwaltung – sowie Gruppen für Österreich und die Schweiz. André S. fungierte bei mehreren der Gruppen als Administrator. Nach Auskunft der Bundesregierung vom Februar 2020 hatte die Chatgruppe „Nord“ zeitweise bis zu 73 Mitglieder. Zur Untergruppe „Nordkreuz“ gehörten 41, zur weiteren Untergruppe „Nord.Com“ 38 Personen. Zudem gab es noch eine vierköpfige Gruppe namens „Vier gewinnt“. In der „Süd“-Gruppe sollen 59 Mitglieder gewesen sein. Zu den Gruppen „West“ und „Ost“ machte die Bundesregierung keine Angaben.
Über das Nordkreuz-Netzwerk ist bekannt, dass viele der Mitglieder Zugang zu Waffen haben und geübte Schützen sind. Drei SEK-Beamte sollen seit April 2012 illegal rund 10.000 Schuss Munition aus LKA-Beständen sowie eine Maschinenpistole entwendet haben. Die „Prepper“ haben nach bisherigen Ermittlungsergebnissen aus ihrem Umfeld und bundesweit mit Hilfe von Dienstcomputern der Polizei knapp 25.000 Namen und Adressen zusammengetragen, bevorzugt von Personen, die sich als „Flüchtlingsfreunde“ gezeigt haben. Ermittler werfen Jan Hendrik H. und Haik J. vor, sie hätten die Listen angelegt, um die Zielpersonen darauf am Tag X zu töten.

## Safe Houses
Das Auffliegen von Franco A. brachte das Netzwerk unter Druck. Wie schon in Norddeutschland legten nun auch die Mitglieder der Süd-Gruppe sichere Treffpunkte und Unterkünfte fest (sogenannte Safe Houses), in denen sie sich am „Tag X“ treffen könnten. Dort sollen auch Waffen und Munition deponiert worden sein.
Anfang April 2020 warnten das BfV und das Bundesinnenministerium den Innenausschuss des Bundestages über Aktivitäten rechtsextremer Prepper und erhöhter Anschlagsgefahr während der COVID-19-Pandemie. Nach Informationen des RND holten Mitglieder von Preppergruppen in Schleswig-Holstein, Hamburg, Niedersachsen und Nordrhein-Westfalen Waffen und Munition aus ihren Verstecken in jenen Safehouses.

## Mediale Rezeption
Der Deutschlandfunk Kultur beklagte im November 2018, dass die Recherche der taz keinen öffentlichen Aufschrei ausgelöst habe und das Thema verschwinde. Der Journalist Michael Kraske sagte: „Wenn sich Bundeswehrsoldaten darüber unterhalten, dass man für einen Tag X Lagerhallen bereitstellen will und dazu nutzen will, politische Gegner und Feinde zu internieren und sogar zu liquidieren, dann ist das eigentlich ein Grund für einen Aufschrei. Und dass dieser Aufschrei auch medial nicht erfolgt, das ist kein gutes Zeichen.“
Nach Bekanntwerden weiterer Anhaltspunkte für Tötungspläne der von „Hannibal“ koordinierten Prepper verlangten Oppositionspolitiker vollständige Aufklärung, vor allem auch darüber, ob angesichts der großen Zahl von Personen, die sich auf den „Todeslisten“ von Rechtsextremisten befinden, nicht schon längst weitere Todesopfer rechter Gewalt zu beklagen gewesen sind, von denen die Öffentlichkeit bislang nichts weiß. „Ich erwarte eigentlich schon von einem Innenminister, der ja auch Landtagskollege ist, Antworten darauf, wie man mit solchen Listen umgeht“, sagt Eva-Maria Kröger von der Linkspartei. „Wir haben mehrfach nachgefragt, wer da draufsteht, aber keine Informationen bekommen. Das finde ich äußerst problematisch.“ „Die Planungen, die sich nun offenbaren, sind in Ausmaß und Konkretisierung massiv besorgniserregend“, sagte Grünen-Innenexperte Konstantin von Notz dem RND. „Unser Staat ist in der Pflicht, die sich hier abzeichnenden und bisher unübersichtlichen Netzwerkstrukturen zu analysieren, aufzuklären und mit allen staatlichen Mitteln zu bekämpfen“, sagte der Grünen-Politiker. Das Erstellen von Todes- oder Feindeslisten durch rechtsextreme bis rechtsterroristische Gruppierungen sei in der gewaltbereiten rechten Szene üblich.
Einige Militärexperten und Bundeswehrsprecher bezweifelten im Dezember 2018, dass die bisherigen Ermittlungsergebnisse zum Umfeld von Franco A., Nordkreuz und Uniter e. V. bereits eine bewaffnete bundesweite „Schattenarmee“ mit Umsturzplänen beweisen.

## Weiterführende Informationen